# Триплатинагептаиндий
Триплатинагептаиндий — бинарное неорганическое соединение
платины и индия
с формулой In7Pt3,
кристаллы.

## Получение
- Сплавление стехиометрических количеств чистых веществ:

{\displaystyle {\mathsf {3Pt+7In\ {\xrightarrow {894^{o}C}}\ In_{7}Pt_{3}}}}

## Физические свойства
Триплатинагептаиндий образует кристаллы
кубической сингонии,
пространственная группа I m3m,
параметры ячейки a = 0,94274 нм, Z = 4,
структура типа гептастаннида трииридия Ir3Sn7
.
Соединение образуется по перитектической реакции при температуре 894°С (900°С).